# 米哈爾基夫齊 (奧斯特羅赫區)
50°29′24″N 26°33′51″E / 50.49000°N 26.56417°E
米哈爾基夫齊（烏克蘭語：Михалківці）是烏克蘭西北部的村莊，隸屬里夫內州的里夫內區。該村始建於1601年，面積1.57平方公里，海拔高度198米，2001年人口237，人口密度每平方公里151.3人。